# Окулярник смарагдовий
Окулярник смарагдовий (Zosterops stuhlmanni) — вид горобцеподібних птахів родини окулярникових (Zosteropidae). Мешкає в Танзанії, Уганді і Демократичній Республіці Конго. Раніше вважався консецифічним з сенегальським окулярником. Вид названий на честь німецького натураліста Франца Штульмана.

## Підвиди
Виділяють чотири підвиди:
- Z. s. stuhlmanni Reichenow, 1892 — північно-західна Танзанія, південна і центральна Уганда;
- Z. s. reichenowi Dubois, AJC, 1911 — схід ДР Конго;
- Z. s. toroensis Reichenow, 1904 — північний схід ДР Конго і захід Уганди;
- Z. s. scotti Neumann, 1899 — південний захід Уганди (Національний парк Бвінді і гори Вірунґа на висоті від 3000 м над рівнем моря).